# Гибика
Гибика (Гебика; нем. Gibica) — полулегендарный король бургундов, правивший предположительно в конце IV века и ставший прообразом одного из персонажей древнегерманского эпоса о Нибелунгах.

## Биография
Наиболее раннее свидетельство о короле Гибике содержится во введении к составленной в начале VI века «Бургундской правде». В этом документе перечислены «предки и предшественники» короля Гундобада: Гибика, Гундомар, Гизельхер и Гундахар.
В созданной не позднее VII века древнеанглийской поэме «Видсид» король бургундов Гибика (в тексте — Гивика; др.-англ. Gifica), наряду с Аттилой и Германарихом, упомянут в числе наиболее значительных правителей и героев эпохи Великого переселения народов.
Больше всего сведений о Гибике содержится в цикле германских и скандинавских сказаний, связанных с историей бургундской династии Нибелунгов: «Песне о Нибелунгах», «Саге о Вёльсунгах», «Песне об Атли» и других. В них Гибика, в скандинавских преданиях фигурирующий под именем Гьюки (др.-сканд. Gjúki), а в германских — Гибих (ср.-в.-нем. Gibicho), представлен главой бургундской королевской семьи, столицей владений которых был город Вормс. В сагах династия первых правителей бургундов носит название Гьюкинги. Детьми Гибики предания называют других персонажей эпоса о Нибелунгах: его сыновьями были Гундомар (Гутторм), Гунтер (Гуннар) и Гизельхера (Гислахара), а в скандинавских источниках также и Хёгни; дочерьми были Кримхильда (Гудрун) и Гудни.
Историки по-разному интерпретируют сведения исторических источников о короле Гибике. Некоторые исследователи, считая все свидетельства о нём имеющими мифологический характер, категорически отрицают возможность его существования. Высказываются мнения, что Гибика являлся или одним из олицетворений бога Вотана, или мифическим первопредком-эпонимом правившей у бургундов династии, имя которого идентично позднейшему термину король. Другие историки, считая, что сведения из «Бургундской правды» отражают исторически достоверный порядок престолонаследия у бургундов, высказывают мнение о возможности существования Гибики как реального государственного деятеля, считая его первым властителем бургундов, объединившим под своей властью все разъединённые до того роды этого племени. Они предполагают, что Гибика правил в конце IV века королевством бургундов, располагавшимся на правом берегу Рейна в междуречье Майна и Неккара, и относят дату его смерти ко времени до того, как бургунды под предводительством короля Гундахара в 406 году вторглись на земли Западной Римской империи. Согласно их мнению, у реального Гибики было три сына, которые один за другим правили бургундами в первой половине V века.